# (13075) 1991 UN1
(13075) 1991 UN1 est un astéroïde de la ceinture principale d'astéroïdes découvert en 1991.

## Description
(13075) 1991 UN1 a été découvert le 28 octobre 1991 à Kushiro (Japon) par Seiji Ueda et Hiroshi Kaneda.

### Caractéristiques orbitales
L'orbite de cet astéroïde est caractérisée par un demi-grand axe de 2,37 UA, un périhélie de 2,08 UA, une excentricité de 0,12 et une inclinaison de 5,75° par rapport à l'écliptique. Du fait de ces caractéristiques, à savoir un demi-grand axe compris entre 2 et 3,2 UA et un périhélie supérieur à 1,666 UA, il est classé, selon la JPL Small-Body Database, comme objet de la ceinture principale d'astéroïdes.

### Caractéristiques physiques
(13075) 1991 UN1 a une magnitude absolue (H) de 14,3 et un albédo estimé à 0,370.